# 오언 머호니
오언 머호니(영어: Owen Mahoney, 1966년~)는 현 넥슨의 대표이사이며 15년 간 게임 업계에 종사한 인물로, 2000년부터 2009년까지 일렉트로닉 아츠의 사업 개발 담당 수석 부사장을 역임하며, 대규모 M&A 및사업 개발을 주도했다. 이후 2010년 넥슨에 입사, 넥슨 일본 법인의 CFO겸 관리 본부장을 맡아 글로벌 2011년 도쿄 증권 거래소 1부 상장 및 투자, 사업 제휴 등의 프로젝트를 이끌어 왔다. 그가 넥슨에서 CFO로 재임한 기간 동안 도쿄 증권 거래소 1부상장을 통해 약 910억 엔의 자금을 조달하였으며, 북미 소재의 4개 모바일 개발사에 대한 전략적 투자를 추진하기도 했다.

## 학력
- 1990년 5월 - 미 캘리포니아 대학교 버클리 아시아학 졸업

## 경력
- 2014년 3월 (주)넥슨 대표이사
- 2013년 1월 (주)넥슨 자회사 (주)글룹스 이사 (현임)
- 2012년 8월 (주)넥슨아메리카 이사 (현임)
- 2012년 3월 (주)넥슨코리아 이사 (현임)
- 2010년 11월 (주)넥슨 관리본부장
- 2010년 9월 (주)넥슨 이사
- 2010년 8월 (주)넥슨 최고재무책임자(CFO)
- 2000년 11월 일렉트로닉 아츠(EA) 경영기획담당 수석 부사장

## 같이 보기
- 김정주 (기업인)
- 최승우 (기업인)
- 박지원 (1977년)
- 서민 (기업인)